# Cantone di Meine au Saintois
Il Cantone di Meine au Saintois è una divisione amministrativa dell'Arrondissement di Nancy e dell'Arrondissement di Toul.
È stato costituito a seguito della riforma approvata con decreto del 26 febbraio 2014, che ha avuto attuazione dopo le elezioni dipartimentali del 2015.

## Composizione
Comprende i seguenti 98 comuni:
- Aboncourt
- Affracourt
- Allain
- Allamps
- Autrey
- Bagneux
- Bainville-aux-Miroirs
- Barisey-au-Plain
- Barisey-la-Côte
- Battigny
- Benney
- Beuvezin
- Blénod-lès-Toul
- Bouzanville
- Bralleville
- Bulligny
- Ceintrey
- Chaouilley
- Clérey-sur-Brenon
- Colombey-les-Belles
- Courcelles
- Crantenoy
- Crépey
- Crévéchamps
- Crézilles
- Diarville
- Dolcourt
- Dommarie-Eulmont
- Étreval
- Favières
- Fécocourt
- Forcelles-Saint-Gorgon
- Forcelles-sous-Gugney
- Fraisnes-en-Saintois
- Gélaucourt
- Gémonville
- Gerbécourt-et-Haplemont
- Germiny
- Germonville
- Gibeaumeix
- Goviller
- Grimonviller
- Gripport
- Gugney
- Hammeville
- Haroué
- Houdelmont
- Houdreville
- Housséville
- Jevoncourt
- Lalœuf
- Laneuveville-devant-Bayon
- Lebeuville
- Lemainville
- Leménil-Mitry
- Mangonville
- Marthemont
- Mont-l'Étroit
- Mont-le-Vignoble
- Moutrot
- Neuviller-sur-Moselle
- Ochey
- Ognéville
- Omelmont
- Ormes-et-Ville
- Parey-Saint-Césaire
- Pierreville
- Praye
- Pulney
- Quevilloncourt
- Roville-devant-Bayon
- Saint-Firmin
- Saint-Remimont
- Saulxerotte
- Saulxures-lès-Vannes
- Saxon-Sion
- Selaincourt
- Tantonville
- Thélod
- They-sous-Vaudemont
- Thorey-Lyautey
- Thuilley-aux-Groseilles
- Tramont-Émy
- Tramont-Lassus
- Tramont-Saint-André
- Uruffe
- Vandeléville
- Vannes-le-Châtel
- Vaudémont
- Vaudeville
- Vaudigny
- Vézelise
- Viterne
- Vitrey
- Voinémont
- Vroncourt
- Xeuilley
- Xirocourt